# Кардоне, Винченцо
Винче́нцо Кардо́не (итал. Vincenzo Cardone; ок. 1593, Атесса, Неаполитанское королевство — 1618, Турин, Савойское герцогство) — итальянский священник и поэт, намеренно избегавший в своих произведениях ту или иную букву.

## Биография
Родился в 1593 году в городе Атесса, в провинции Ближнее Абруццо. Принял монашеский постриг и сан священника в Ордене проповедников. Служил в монастыре Святого Доминика в Неаполе.
В 1614 году Кардоне издал сборник стихов «Изгнание Р, или Высшая сила Любви» (неап. La R sbandita ovvero sopra la Potenza d’Amore) с посвящением дону Франческо Марие Карафе, герцогу Ночеры и графу Сориано. При написании стихотворений для этого сборника он использовал литературный приём, известный как липограмма. В стихах он воспевал духовную силу и мощь любви, чем удивил современников, так как был известен безнравственным образом жизни.
Вскоре после этого Кардоне решил написать ещё одну книгу, «Рациональные суждения» (итал. Ragionamenti), с исключением в каждой из её глав по одной из букв алфавита — в первой не было бы буквы «A», во второй — «Б» и так далее. Он предложил посвятить эту книгу Карлу Эммануилу, герцогу Савойскому, и в 1618 году отбыл к его двору в Турине. По дороге поэт заболел и умер, вскоре после прибытия, в возрасте двадцати пяти лет.